# 江津 (足球运动员)
江津（1968年10月17日—），上海人，中国著名足球守门员，曾进入各级国家队代表中国，也是2002年世界杯中国队主力门将。后因受贿踢假球被正式逮捕并入狱服刑。
江津小时候曾学习篮球，1976年入上海卢湾体校篮球班。1979年入选国家少年足球队1980年11月入选八一少年队。1985年进入八一青年队任守门员。江津在1987年进入八一队。1988年入选国家青年队。1989年又入选国家二队。1992年回到八一队。1993年曾被选入国家队但很快就被淘汰。1997年3月再次入选国家足球队，备战并参加了1998年的世界杯外围赛。
江津在1998年10月入选霍顿执教的亚运会代表队。在曼谷亚运会上表现出了过人的本领，被亚足联评为「亚洲最佳门将」。他在米卢蒂诺维奇国家队2002年世界杯足球赛亚洲区预选赛中的表现突出，被授予国家体育运动一级奖章。2001年获得年度「中国足球最佳守门员」称号。
退役后，江津曾为中甲球队上海七斗星助理教练和守门员教练。
其哥哥江洪也是中国门将，也曾是中国国家队国门。
因为牵涉末代甲A的假球事件，在2010年10月17日，江津被传与前国脚祁宏申思等一起被带走。
2012年4月25日，江津与祁宏、申思、李明等四大国脚涉嫌非国家公务人员受贿罪一案在沈阳市中级人民法院开庭，四人于2013年2月18日被中国足协终身禁止从事任何与足球有关的活动，而江津已于2015年12月1日出狱。

## 外部連結
- 江津_新浪竞技风暴 （页面存档备份，存于）
- 江津确认被协查 （页面存档备份，存于）
- 四大国脚在沈阳中院被审 （页面存档备份，存于）